# 赫里斯托-博捷韋
46°46′14″N 30°47′57″E / 46.77056°N 30.79917°E
赫里斯托-博泰韋（烏克蘭語：Христо-Ботеве）是位於烏克蘭西南部的村莊，由敖德萨州敖德萨区的多布羅斯拉夫市鎮負責管轄。該村始建於1914年，面積0.47平方公里，海拔高度64米，2001年人口208，人口密度每平方公里442.55人。